# Fußball-Bundesliga 2012/13

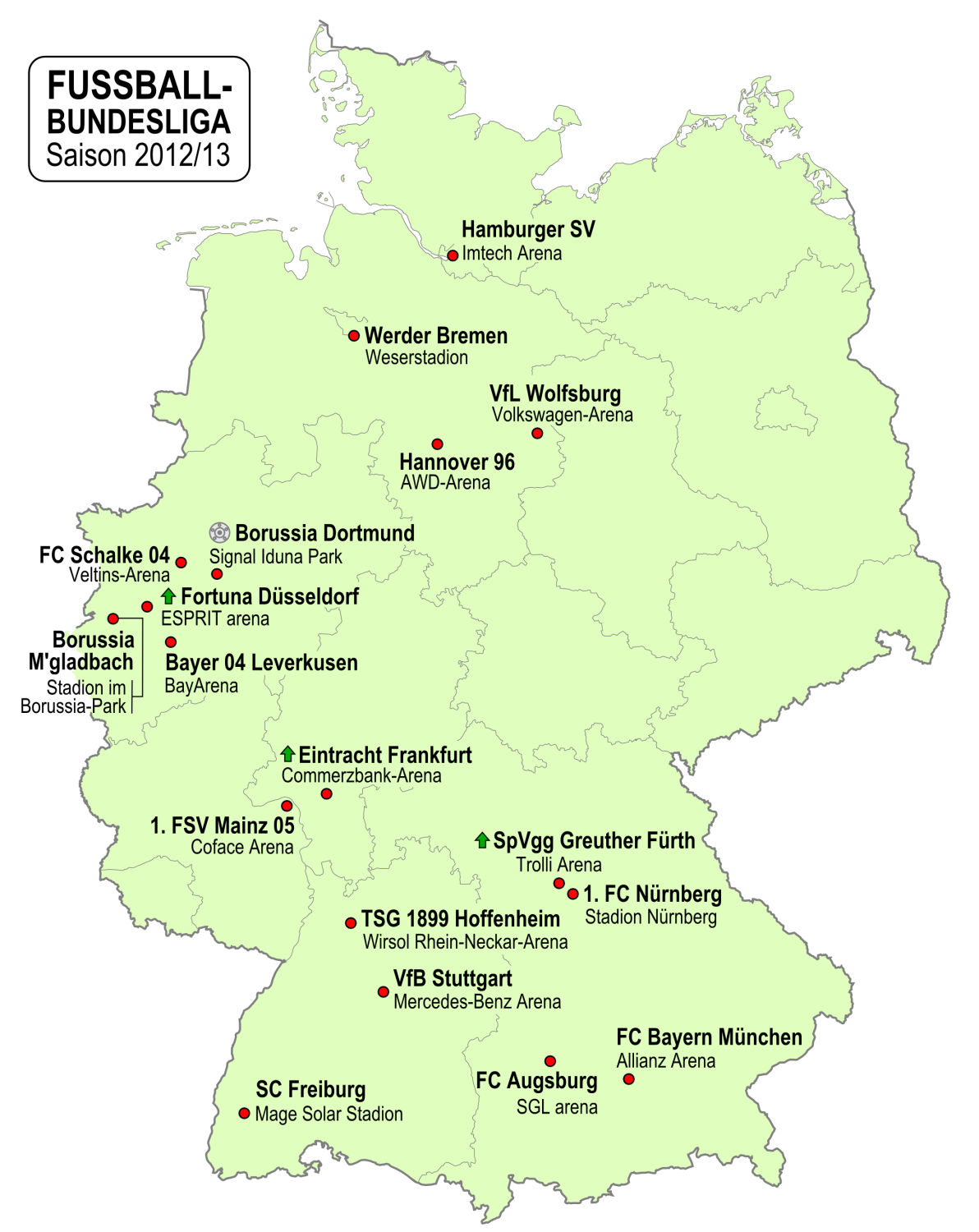
Die teilnehmenden Vereine 2012/13

Die Bundesliga 2012/13 war die 50. Spielzeit der höchsten deutschen Spielklasse im Fußball der Männer. Sie startete am 24. August 2012 wie die erste Saison 1963/64 mit einem Heimspiel des Deutschen Meisters Borussia Dortmund gegen Werder Bremen (2:1) und endete mit dem 34. Spieltag am 18. Mai 2013. Vom 17. Dezember 2012 bis 17. Januar 2013 wurde die Saison durch die Winterpause unterbrochen. Am 28. Spieltag sicherte sich der FC Bayern München durch ein 1:0 bei Eintracht Frankfurt vorzeitig die 23. Meisterschaft der Vereinsgeschichte und den schnellsten Titelgewinn der Bundesligageschichte.
Die drei Erstplatzierten der Saison sind gemäß UEFA-Fünfjahreswertung direkt für die UEFA Champions League 2013/14 qualifiziert, der Viertplatzierte startet in der Qualifikation zur Champions League. Die Mannschaften auf den Plätzen fünf und sechs qualifizieren sich für die UEFA Europa League 2013/14.

## Saisonverlauf

### Meisterschaftsentscheidung
Nach zwei Jahren ohne Titel dominierte in dieser Saison der FC Bayern unter Jupp Heynckes wieder die Bundesliga. Bereits am ersten Spieltag übernahm er mit einem 3:0 gegen den Liganeuling Greuther Fürth die Tabellenführung und behielt diese durchgehend bis zum Saisonende. Acht Siege zu Saisonbeginn bedeuteten einen neuen Rekord; am neunten Spieltag folgte die einzige Saisonniederlage, zu Hause gegen Leverkusen. Ansonsten gab es nur noch zweimal gegen Borussia Dortmund und je einmal gegen den 1. FC Nürnberg und Borussia Mönchengladbach keinen Sieg.

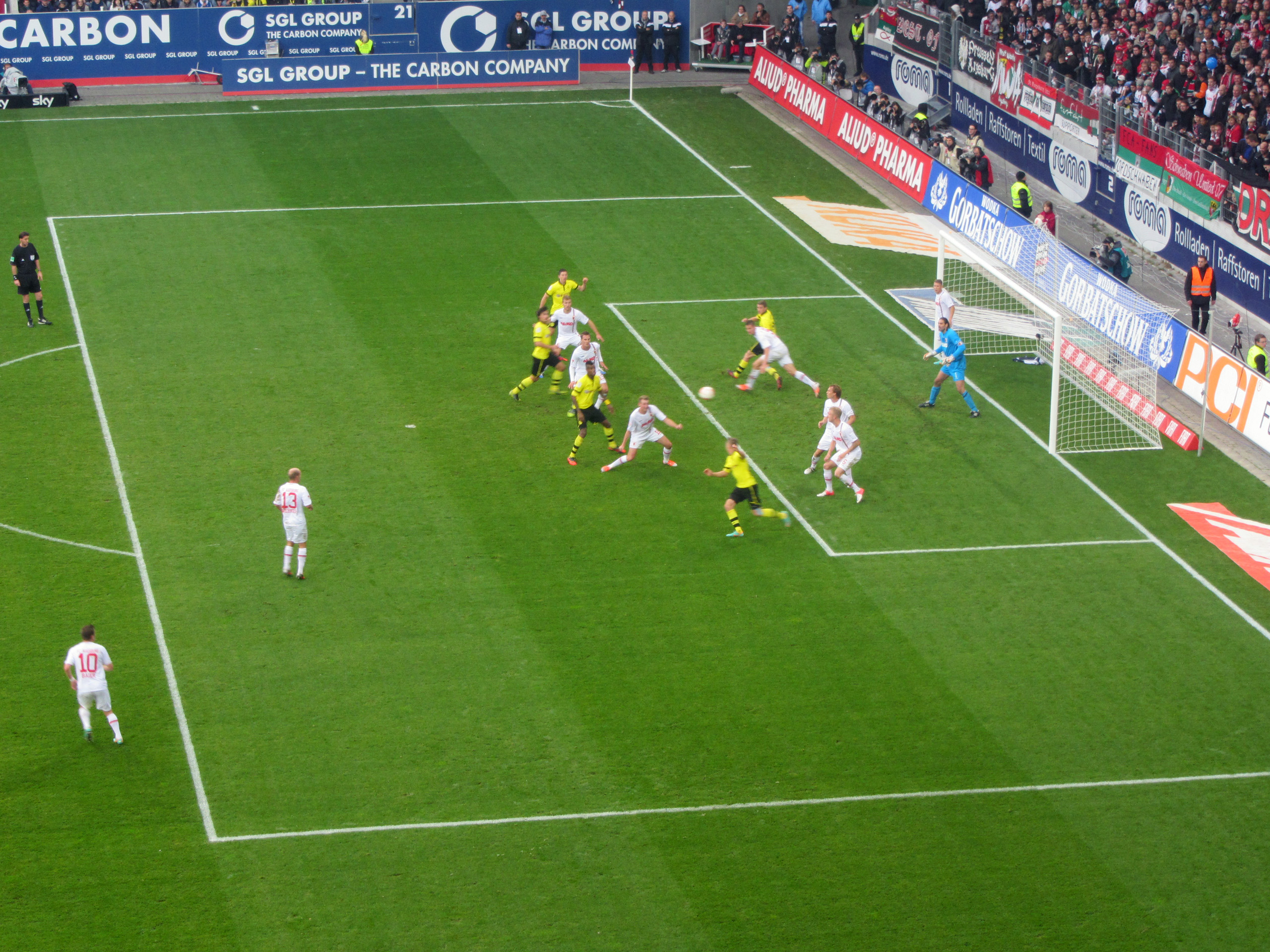
Augsburg gegen Dortmund am 9. November 2012

Auch Meister Borussia Dortmund startete unter Jürgen Klopp stark in die Saison, konnte den Bayern aber nie gefährlich werden. Vor allem die erhöhte Zahl von 42 Gegentoren – in der letzten Saison waren es nur 25 – verhinderte eine souveränere Saison, in der es zu einigen unerwarteten Ergebnissen, wie beispielsweise den Niederlagen gegen den Hamburger SV, kam. Am zwanzigsten Spieltag übernahm der BVB Platz zwei und hielt ihn bis Saisonende.
Bayer Leverkusen spielte anfangs eher schwach. Nach dem dreizehnten Platz am vierten Spieltag setzte jedoch eine Verbesserung ein, die schließlich für die gesamte Rückrunde zum Kampf um Platz zwei gegen Dortmund führte. Jedoch kam es bei Niederlagen der Dortmunder auch immer wieder zu Punktverlusten Leverkusens, sodass sie auf dem dritten Platz blieben. Trainiert wurde die Werkself von einem Duo aus Sascha Lewandowski und Sami Hyypiä, der noch keine Trainerlizenz besaß. Stefan Kießling war mit seinen fünfundzwanzig Toren der erste Leverkusener Torschützenkönig seit 1997/98. Er überholte damit auch Ulf Kirstens Vereinsbestmarke von 22 Toren in einer Saison.
Der FC Schalke 04 hatte einen guten Einstand und konnte vom neunten bis zum zwölften Spieltag den zweiten Platz als Bayern-Verfolger belegen. Am 16. Spieltag fiel man zum ersten Mal wieder von den Champions-League-Rängen zurück. Einen Spieltag später wurde Huub Stevens trotz einer unerwartet starken Gruppenphase in der Champions League entlassen, als sich der Verein auf dem siebten Platz befand. Unter Jens Keller rutschte der Verein gar auf Platz zehn ab, ehe er sich wieder stabilisierte. Am Ende hätte man den vierten Rang fast an den SC Freiburg abgeben müssen, konnte ihn jedoch durch einen Sieg im direkten Duell halten.
Als eine der größten Saisonüberraschungen erreichte der SC Freiburg Platz fünf. Die von Christian Streich trainierten Breisgauer belegten vom 21. Spieltag an zum ersten Mal längerfristig einen Europa-League-Platz. Ab dem 28. Spieltag fielen sie von diesem nicht mehr zurück und hätten sich am letzten Spieltag im direkten Duell gegen Schalke 04 sogar einen Platz für die Champions-League-Qualifikation erspielen können. Freiburg verlor aber zu Hause mit 1:2.
Auch Neuaufsteiger Eintracht Frankfurt spielte unter Trainer Armin Veh eine sehr starke Saison: die Eintracht feierte vier Siege am Stück zum Saisonstart und lag vom zweiten bis zum achten Spieltag auf Platz zwei. Danach war man bis zum 26. Spieltag Monate lang auf Champions-League-Kurs, konnte sich nach einer nicht mehr so starken Rückrunde jedoch nur die Qualifikation zur Europa League sichern. Zusammen mit Bayern und Dortmund standen die Frankfurter die gesamte Saison über auf einem Europapokalplatz. Es war die beste Saison der Eintracht seit 1993/94 und das erste Mal seit der Meisterschaft des 1. FC Kaiserslautern in der Saison 1997/98, dass sich ein Aufsteiger direkt für eine Europapokal-Teilnahme qualifiziert.

### Mittelfeld

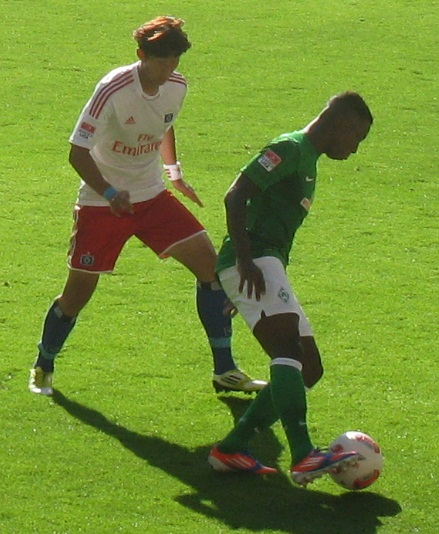
Heung-Min Son (l.) und Eljero Elia im Zweikampf beim Spiel zwischen Werder Bremen und dem Hamburger SV am 31. August 2012

Der Hamburger SV mit seinem Trainer Thorsten Fink wurde schon vor Saisonbeginn als möglicher Absteiger gehandelt. Die Hanseaten reagierten darauf etwa mit der schon seit Jahren ersehnten Wiederverpflichtung des Niederländers Rafael van der Vaart. Hinzu kam der schon während der letzten Saison verpflichtete lang verletzte Nationaltorhüter René Adler, der von immenser Bedeutung für die Hamburger war und in der Folge auch in die Nationalmannschaft zurückkehrte. Dennoch gab es drei Niederlagen zu Saisonbeginn, was den vorletzten Tabellenplatz bedeutete. Die Wende brachte ein Sieg gegen den Meister Dortmund. Von da an spielte Hamburg stets im Tabellenmittelfeld. Noch am letzten Spieltag hatte man Chancen auf die Europa League, verlor jedoch mit 0:1 gegen Bayer Leverkusen. Beste Platzierung war Platz sechs.
Borussia Mönchengladbach spielte unter Lucien Favre die gesamte Saison über im Mittelfeld der Tabelle und konnte sich nach vielen schweren Jahren als typischer Abstiegskandidat weiter im gesicherten Feld der Bundesliga etablieren. An die Leistungen der Vorsaison, in der man sich noch für die Champions League qualifiziert hatte, konnten die Fohlen aber – auch aufgrund der Abgänge von Roman Neustädter, Marco Reus und Dante – nicht anknüpfen.
Nachdem Hannover 96 in den letzten zwei Jahren die ersten Europapokalspielzeiten der Vereinsgeschichte gespielt hatte, befand man sich in der Hinrunde noch regelmäßig auf den Europa-League-Startplätzen. Vor allem aufgrund des verletzungsbedingten Ausfalls zahlreicher Leistungsträger und der weniger stabilen Defensive – Paradebeispiel ist ein 4:5 gegen Schalke – reichte es für die von Mirko Slomka trainierten Niedersachsen am Ende aber nur für den neunten Platz, der für die dritthöchste Anzahl an Gegentoren sogar erstaunlich hoch ausfiel. Nur Hoffenheim und Werder Bremen hatten noch mehr Gegentore.
Der 1. FC Nürnberg erwischte mit sieben Punkten aus den ersten drei Spielen einen guten Auftakt, rutschte dann aber bis auf Platz fünfzehn ab. Zur Winterpause bestanden keine großen Abstiegssorgen. Dennoch ließ sich Trainer Dieter Hecking vom VfL Wolfsburg abwerben. Unter dem Nachfolgerduo Michael Wiesinger und Armin Reutershahn, der nicht in der Öffentlichkeit auftrat, spielten die Franken eine in weiten Teilen starke Rückrunde, ehe wieder eine schwächere Phase folgte. Am letzten Spieltag verbesserte sich der Club mit einem Heimsieg über Werder Bremen noch um drei Plätze und schloss die Saison so wie im Vorjahr auf dem zehnten Platz ab.
Der VfL Wolfsburg musste unter dem früheren Meistertrainer Felix Magath in der Hinrunde gegen den Abstieg spielen. Als sich der Verein auf dem letzten Platz wiederfand, entließ man Magath, worauf ihm übergangsweise Lorenz-Günther Köstner mit einem leichten Aufschwung folgte. Zur Winterpause wurde Dieter Hecking aus Nürnberg nach Niedersachsen geholt. Unter ihm gab es weiterhin einen Aufwärtstrend.

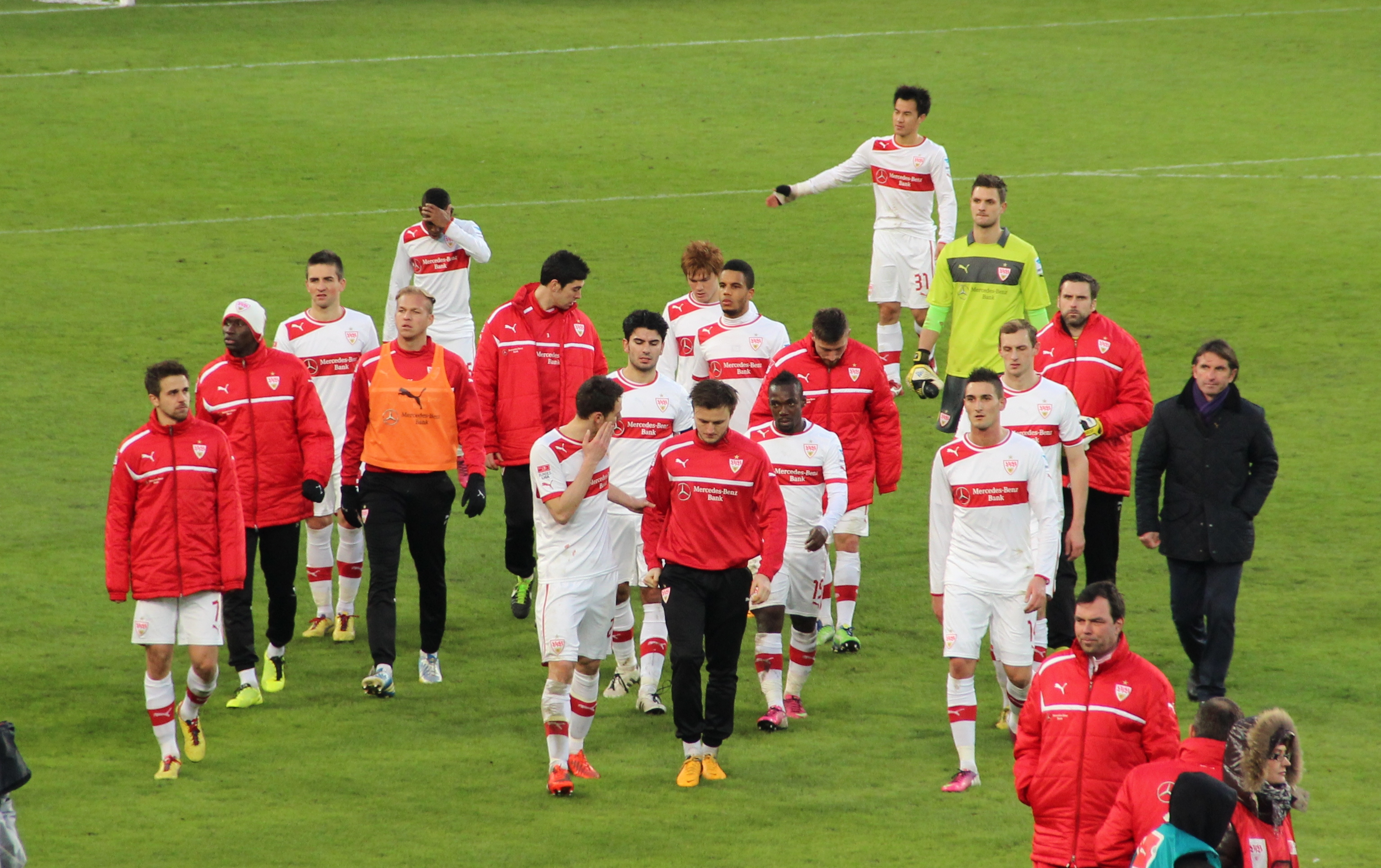
Die Mannschaft des VfB Stuttgart nach der Partie gegen Werder Bremen am 9. Februar 2013

Der VfB Stuttgart unter Bruno Labbadia verbesserte sich nach einem sehr schwachen Saisonstart deutlich und befand sich die gesamte Rückrunde über im Tabellenmittelfeld. Nach dem sechsten Platz in der Vorsaison und nur zwei Heimsiegen überhaupt enttäuschte er damit jedoch die Anhänger. Als unterlegener Pokalfinalist erreichte der VfB dennoch die dritte Qualifikationsrunde der Europa League.
Der 1. FSV Mainz 05 spielte unter Thomas Tuchel vor allem zur Mitte der Saison sehr stark und hatte dadurch Ambitionen auf die Europapokalteilnahme. Am Ende setzte ein ziemlicher Abwärtstrend ein. Der schlussendliche dreizehnte Tabellenplatz bedeutete die schlechteste Platzierung seit dem vierten Spieltag.

### Abstiegskampf
Werder Bremen spielte nach einer guten Hinrunde, in der sich Sieg und Niederlage meist abwechselten und man nah an den Europapokalplätzen war, letztlich eine der schwächsten Spielzeiten der letzten Jahre. Erst am vorletzten Spieltag gelang durch ein Unentschieden gegen Eintracht Frankfurt der Klassenerhalt. Danach wurde der Vertrag mit Trainer Thomas Schaaf nach einer Amtszeit von vierzehn Jahren und fünf Tagen einvernehmlich beendet. Als Interimstrainer folgten ihm Wolfgang Rolff und Matthias Hönerbach. Unter ihnen schloss der Verein die Spielzeit jedoch mit einer Niederlage in Nürnberg ab.
Der FC Augsburg erspielte bis zur Winterpause mit einer sehr defensiven unbeteiligten Spielweise lediglich 9 Punkte und lag punktgleich mit Schlusslicht Fürth auf Platz 17. Noch nie hatte ein Verein mit so wenig Punkten zur Saisonhälfte noch den Klassenerhalt geschafft. Als siebtbeste Rückrundenmannschaft holten die Schwaben unter Markus Weinzierl jedoch mit einem komplett veränderten kreativeren Angriffsspiel 24 Punkte. Ein derartiger Punktgewinn in der Hinrunde hätte sogar zum Europapokal reichen können. Am letzten Spieltag erkämpften sie sich den 15. Platz, den sie ansonsten lediglich einmal nach dem dritten Spieltag innegehabt hatten, und sicherten sich so den direkten Klassenerhalt.
Die TSG 1899 Hoffenheim spielte die schlechteste Saison ihrer Bundesligazeit. Trainer Markus Babbel wurde auf dem Relegationsplatz zunächst interimsmäßig durch Frank Kramer ersetzt. Auf diesen folgte kurz danach der neue Chef-Trainer Marco Kurz. Kurz vor Saisonende wurde auch dieser, ebenso wie Manager Andreas Müller, entlassen und durch Markus Gisdol ersetzt. Vom 23. bis zum 33. Spieltag lag der Verein durchgehend auf dem vorletzten Platz. Am letzten Spieltag gelang mit einem 2:1-Sieg durch zwei Elfmetertore gegen Dortmund noch das Erreichen des 16. Platzes. In den Relegationsspielen gegen den 1. FC Kaiserslautern siegten die Kraichgauer zweimal (3:1 daheim im Hinspiel, 2:1 auswärts im Rückspiel) und konnten so die Klasse halten.
Neuaufsteiger Fortuna Düsseldorf unter Norbert Meier startete mit einem 2:0 gegen Augsburg und belegte nach dem ersten Spieltag Platz zwei. Bemerkenswerterweise kassierte Fortuna Düsseldorf das erste Gegentor der Saison erst am sechsten Spieltag, die erste Saisonniederlage folgte erst am siebten Spieltag. Nachdem die Hinrunde auf Rang 13 mit neun Punkten Vorsprung vor dem Relegationsplatz abgeschlossen wurde, spielte Fortuna Düsseldorf mit neun Punkten die schlechteste Rückrunde aller Mannschaften und blieb zum Saisonende zwölf Spiele lang sieglos. Der vorletzte Platz nach dem letzten Spieltag war das einzige Mal in der Saison, dass sich der Verein auf einem direkten Abstiegsplatz befand.
Die SpVgg Greuther Fürth spielte erstmals in der Bundesliga und damit erstmals seit der Fußball-Oberliga 1962/63 wieder erstklassig. Nach einer 0:3-Niederlage gegen den FC Bayern München wurde am zweiten Spieltag mit dem Sieg in Mainz der elfte Rang als bester Stand der Saison erreicht. Vom 15. Spieltag bis zum Saisonende standen die Franken durchgehend auf dem letzten Platz und stiegen so, obwohl es gegen Ende der Saison sogar unerwarteterweise einen gewissen Aufwärtstrend gab, der nicht mehr half, direkt wieder ab. Aufstiegstrainer Mike Büskens war zwischenzeitlich entlassen worden, und auf Interimstrainer Ludwig Preis folgte Frank Kramer. Fürth beendete als erste Mannschaft der Bundesligageschichte eine Saison ohne Heimsieg. Zu Hause hatte die Mannschaft nur vier Punkte erspielt und unterbot damit den Minusrekord von Tasmania Berlin, die es in der Saison 1965/66 daheim auf neun Punkte (nach der Drei-Punkte-Regel) gebracht hatte; die zweitschlechteste Heimmannschaft Wolfsburg erspielte ganze 17 Punkte vor eigenem Publikum. Auswärts hingegen schaffte Fürth vier Siege und 17 Punkte, in der Auswärtstabelle ergibt dies Platz elf.

## Statistiken

### Abschlusstabelle
| Pl. | Verein                   | Sp. | S  | U  | N  | Tore    | Diff. | Punkte | Anm.   |
| --- | ------------------------ | --- | -- | -- | -- | ------- | ----- | ------ | ------ |
| 1.  | FC Bayern München        | 34  | 29 | 4  | 1  | 098:180 | +80   | 91     | M / CL |
| 2.  | Borussia Dortmund (M, P) | 34  | 19 | 9  | 6  | 081:420 | +39   | 66     | CL     |
| 3.  | Bayer 04 Leverkusen      | 34  | 19 | 8  | 7  | 065:390 | +26   | 65     | CL     |
| 4.  | FC Schalke 04            | 34  | 16 | 7  | 11 | 058:500 | +8    | 55     | (CL)   |
| 5.  | SC Freiburg              | 34  | 14 | 9  | 11 | 045:400 | +5    | 51     | EL     |
| 6.  | Eintracht Frankfurt (N)  | 34  | 14 | 9  | 11 | 049:460 | +3    | 51     | (EL)   |
| 7.  | Hamburger SV             | 34  | 14 | 6  | 14 | 042:530 | −11   | 48     |        |
| 8.  | Borussia Mönchengladbach | 34  | 12 | 11 | 11 | 045:490 | −4    | 47     |        |
| 9.  | Hannover 96              | 34  | 13 | 6  | 15 | 060:620 | −2    | 45     |        |
| 10. | 1. FC Nürnberg           | 34  | 11 | 11 | 12 | 039:470 | −8    | 44     |        |
| 11. | VfL Wolfsburg            | 34  | 10 | 13 | 11 | 047:520 | −5    | 43     |        |
| 12. | VfB Stuttgart            | 34  | 12 | 7  | 15 | 037:550 | −18   | 43     | (EL)   |
| 13. | 1. FSV Mainz 05          | 34  | 10 | 12 | 12 | 042:440 | −2    | 42     |        |
| 14. | Werder Bremen            | 34  | 8  | 10 | 16 | 050:660 | −16   | 34     |        |
| 15. | FC Augsburg              | 34  | 8  | 9  | 17 | 033:510 | −18   | 33     |        |
| 16. | TSG 1899 Hoffenheim      | 34  | 8  | 7  | 19 | 042:670 | −25   | 31     | ( ▼)   |
| 17. | Fortuna Düsseldorf (N)   | 34  | 7  | 9  | 18 | 039:570 | −18   | 30     | ▼      |
| 18. | SpVgg Greuther Fürth (N) | 34  | 4  | 9  | 21 | 026:600 | −34   | 21     | ▼      |

| Zum Saisonende 2011/12: | |
| (M)                     | Deutscher Meister 2011/12: Borussia Dortmund                                                                                   |
| (P)                     | DFB-Pokal-Sieger 2011/12: Borussia Dortmund                                                                                    |
| (N)                     | Aufsteiger aus der 2. Bundesliga 2011/12: SpVgg Greuther Fürth, Eintracht Frankfurt, Fortuna Düsseldorf                        |
| Zum Saisonende 2012/13: | |
| M                       | Deutscher Meister: FC Bayern München                                                                                           |
| CL                      | Teilnahme an der UEFA Champions League 2013/14: FC Bayern München, Borussia Dortmund, Bayer 04 Leverkusen                      |
| (CL)                    | Teilnahme an den Play-offs zur UEFA Champions League 2013/14: FC Schalke 04                                                    |
| EL                      | Teilnahme an der UEFA Europa League 2013/14: SC Freiburg                                                                       |
| (EL)                    | Teilnahme an den Play-offs zur UEFA Europa League 2013/14: Eintracht Frankfurt, VfB Stuttgart (als unterlegener Pokalfinalist) |
| ( ▼)                    | Teilnahme an den Relegationsspielen gegen den Dritten der 2. Bundesliga 2012/13: TSG 1899 Hoffenheim                           |
| ▼                       | Abstieg in die 2. Bundesliga 2013/14: Fortuna Düsseldorf, SpVgg Greuther Fürth                                                 |

### Kreuztabelle
Die Kreuztabelle stellt die Ergebnisse aller Spiele dieser Saison dar. Die Heimmannschaft ist in der linken Spalte, die Gastmannschaft in der oberen Zeile aufgelistet.
| 2012/13                  | FC Bayern München | Borussia Dortmund | Bayer 04 Leverkusen | FC Schalke 04 | SC Freiburg | Eintracht Frankfurt | Hamburger SV | Borussia Mönchengladbach | Hannover 96 | 1. FC Nürnberg | VfL Wolfsburg | VfB Stuttgart | FSV Mainz 05 | Werder Bremen | FC Augsburg | TSG 1899 Hoffenheim | Fortuna Düsseldorf | SpVgg Greuther Fürth |
| ------------------------ | ----------------- | ----------------- | ------------------- | ------------- | ----------- | ------------------- | ------------ | ------------------------ | ----------- | -------------- | ------------- | ------------- | ------------ | ------------- | ----------- | ------------------- | ------------------ | -------------------- |
| FC Bayern München        |                   | 1:1               | 1:2                 | 4:0           | 1:0         | 2:0                 | 9:2          | 1:1                      | 5:0         | 4:0            | 3:0           | 6:1           | 3:1          | 6:1           | 3:0         | 2:0                 | 3:2                | 2:0                  |
| Borussia Dortmund        | 1:1               |                   | 3:0                 | 1:2           | 5:1         | 3:0                 | 1:4          | 5:0                      | 3:1         | 3:0            | 2:3           | 0:0           | 2:0          | 2:1           | 4:2         | 1:2                 | 1:1                | 3:1                  |
| Bayer 04 Leverkusen      | 1:2               | 2:3               |                     | 2:0           | 2:0         | 3:1                 | 3:0          | 1:1                      | 3:1         | 1:0            | 1:1           | 2:1           | 2:2          | 1:0           | 2:1         | 5:0                 | 3:2                | 2:0                  |
| FC Schalke 04            | 0:2               | 2:1               | 2:2                 |               | 1:3         | 1:1                 | 4:1          | 1:1                      | 5:4         | 1:0            | 3:0           | 1:2           | 3:0          | 2:1           | 3:1         | 3:0                 | 2:1                | 1:2                  |
| SC Freiburg              | 0:2               | 0:2               | 0:0                 | 1:2           |             | 0:0                 | 0:0          | 2:0                      | 3:1         | 3:0            | 2:5           | 3:0           | 1:1          | 1:2           | 2:0         | 5:3                 | 1:0                | 1:0                  |
| Eintracht Frankfurt      | 0:1               | 3:3               | 2:1                 | 1:0           | 2:1         |                     | 3:2          | 0:1                      | 3:1         | 0:0            | 2:2           | 1:2           | 1:3          | 4:1           | 4:2         | 2:1                 | 3:1                | 1:1                  |
| Hamburger SV             | 0:3               | 3:2               | 0:1                 | 3:1           | 0:1         | 0:2                 |              | 1:0                      | 1:0         | 0:1            | 1:1           | 0:1           | 1:0          | 3:2           | 0:1         | 2:0                 | 2:1                | 1:1                  |
| Borussia Mönchengladbach | 3:4               | 1:1               | 3:3                 | 0:1           | 1:1         | 2:0                 | 2:2          |                          | 1:0         | 2:3            | 2:0           | 1:2           | 2:0          | 1:1           | 1:0         | 2:1                 | 2:1                | 1:0                  |
| Hannover 96              | 1:6               | 1:1               | 3:2                 | 2:2           | 1:2         | 0:0                 | 5:1          | 2:3                      |             | 4:1            | 2:1           | 0:0           | 2:2          | 3:2           | 2:0         | 1:0                 | 3:0                | 2:0                  |
| 1. FC Nürnberg           | 1:1               | 1:1               | 0:2                 | 3:0           | 1:1         | 1:2                 | 1:1          | 2:1                      | 2:2         |                | 1:0           | 0:2           | 2:1          | 3:2           | 0:0         | 4:2                 | 2:0                | 0:1                  |
| VfL Wolfsburg            | 0:2               | 3:3               | 3:1                 | 1:4           | 0:2         | 0:2                 | 1:1          | 3:1                      | 0:4         | 2:2            |               | 2:0           | 0:2          | 1:1           | 1:1         | 2:2                 | 1:1                | 1:1                  |
| VfB Stuttgart            | 0:2               | 1:2               | 2:2                 | 3:1           | 2:1         | 2:1                 | 0:1          | 2:0                      | 2:4         | 1:1            | 0:1           |               | 2:2          | 1:4           | 2:1         | 0:3                 | 0:0                | 0:2                  |
| 1. FSV Mainz 05          | 0:3               | 1:2               | 1:0                 | 2:2           | 0:0         | 0:0                 | 1:2          | 2:4                      | 2:1         | 2:1            | 1:1           | 3:1           |              | 1:1           | 2:0         | 3:0                 | 1:0                | 0:1                  |
| Werder Bremen            | 0:2               | 0:5               | 1:4                 | 0:2           | 2:3         | 1:1                 | 2:0          | 4:0                      | 2:0         | 1:1            | 0:3           | 2:2           | 2:1          |               | 0:1         | 2:2                 | 2:1                | 2:2                  |
| FC Augsburg              | 0:2               | 1:3               | 1:3                 | 0:0           | 1:1         | 2:0                 | 0:2          | 1:1                      | 0:2         | 1:2            | 0:0           | 3:0           | 1:1          | 3:1           |             | 2:1                 | 0:2                | 3:1                  |
| TSG 1899 Hoffenheim      | 0:1               | 1:3               | 1:2                 | 3:2           | 2:1         | 0:4                 | 1:4          | 0:0                      | 3:1         | 2:1            | 1:3           | 0:1           | 0:0          | 1:4           | 0:0         |                     | 3:0                | 3:3                  |
| Fortuna Düsseldorf       | 0:5               | 1:2               | 1:4                 | 2:2           | 0:0         | 4:0                 | 2:0          | 0:0                      | 2:1         | 1:2            | 1:4           | 3:1           | 1:1          | 2:2           | 2:3         | 1:1                 |                    | 1:0                  |
| SpVgg Greuther Fürth     | 0:3               | 1:6               | 0:0                 | 0:2           | 1:2         | 2:3                 | 0:1          | 2:4                      | 2:3         | 0:0            | 0:1           | 0:1           | 0:3          | 1:1           | 1:1         | 0:3                 | 0:2                |                      |

### Relegation
Die beiden Relegationsspiele zwischen dem Sechzehnten der Bundesliga und dem Dritten der 2. Bundesliga wurden am 23. Mai 2013 und am 27. Mai 2013 ausgetragen.
| Datum                                                  |                      | Ergebnis  | ! Tore                                                                                       |
| ------------------------------------------------------ | -------------------- | --------- | -------------------------------------------------------------------------------------------- |
| 23. Mai 2013                                           | TSG 1899 Hoffenheim  | 3:1 (2:0) | 1. FC Kaiserslautern \|1:0, 2:0 Firmino (11., 29.), 2:1 Idrissou (58.), 3:1 Schipplock (67.) |
| 27. Mai 2013                                           | 1. FC Kaiserslautern | 1:2 (0:1) | TSG 1899 Hoffenheim \|0:1 Abraham (44.), 1:1 Baumjohann (65.), 1:2 Vestergaard (74.)         |
| Gesamt:                                                | TSG 1899 Hoffenheim  | 5:2       | 1. FC Kaiserslautern \|                                                                      |
| Damit blieb die TSG 1899 Hoffenheim in der Bundesliga. |                      |           |                                                                                              |

### Torschützenliste

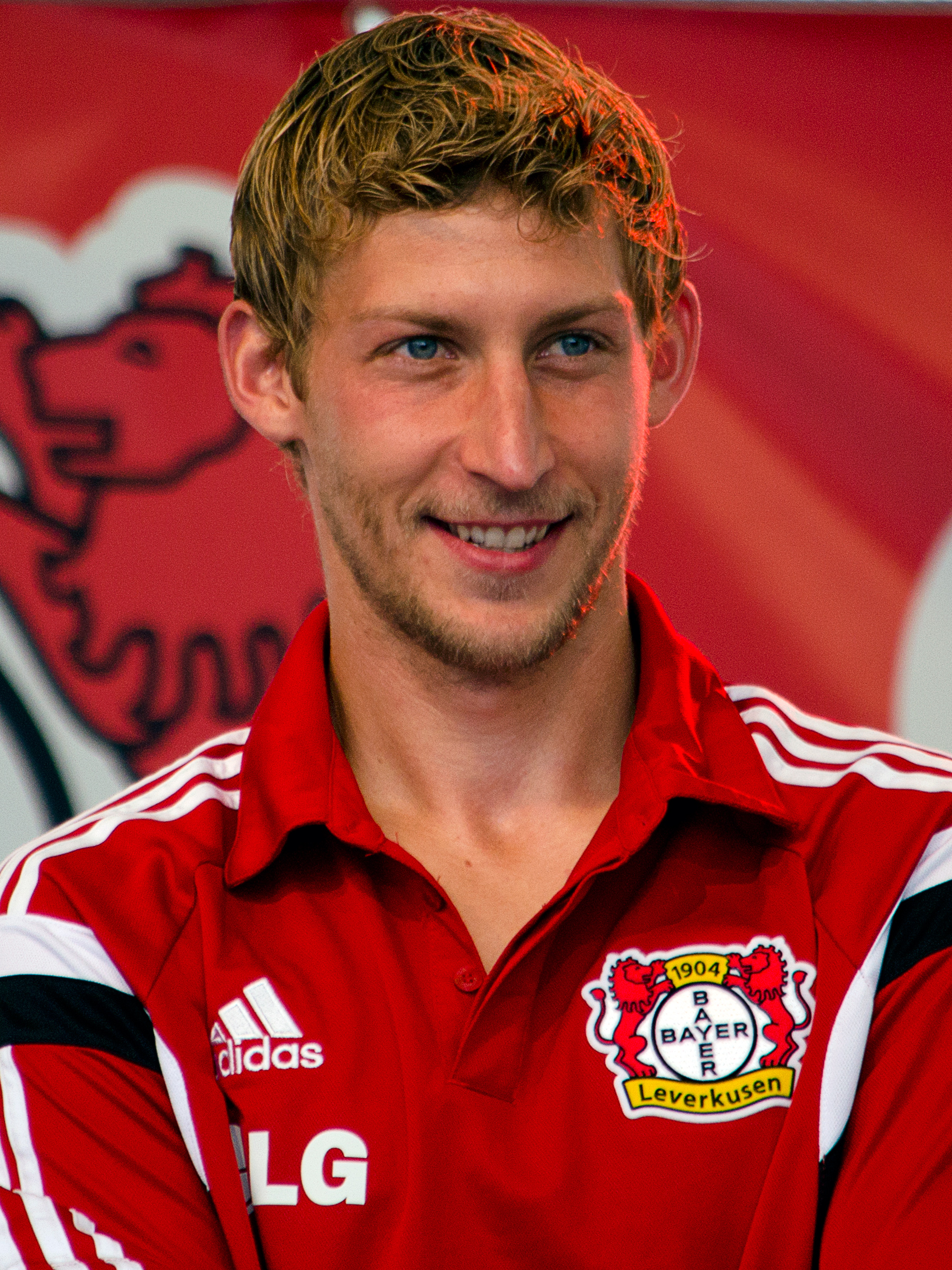
Torschützenkönig und Topscorer der Jubiläumssaison: Stefan Kießling

Bei gleicher Anzahl von Treffern sind die Spieler alphabetisch geordnet.
| Pl.                   | Spieler            | Verein              | Tore |
| --------------------- | ------------------ | ------------------- | ---- |
| 1                     | Stefan Kießling    | Bayer 04 Leverkusen | 25   |
| 2                     | Robert Lewandowski | Borussia Dortmund   | 24   |
| 3                     | Alex Meier         | Eintracht Frankfurt | 16   |
| 4                     | Vedad Ibišević     | VfB Stuttgart       | 15   |
| 4                     | Mario Mandžukić    | FC Bayern München   | 15   |
| 6                     | Marco Reus         | Borussia Dortmund   | 14   |
| 7                     | Thomas Müller      | FC Bayern München   | 13   |
| 7                     | Ádám Szalai        | 1. FSV Mainz 05     | 13   |
| 9                     | Mame Diouf         | Hannover 96         | 12   |
| 9                     | Heung-Min Son      | Hamburger SV        | 12   |
| 9                     | Artjoms Rudņevs    | Hamburger SV        | 12   |
| Quelle: bundesliga.de |                    |                     |      |

### Scorerliste
Bei gleicher Anzahl von Scorerpunkten sind die Spieler alphabetisch geordnet.
| Pl.                   | Spieler              | Verein              | Gesamt | Tore | Vorlagen |
| --------------------- | -------------------- | ------------------- | ------ | ---- | -------- |
| 1                     | Stefan Kießling      | Bayer 04 Leverkusen | 32     | 25   | 07       |
| 2                     | Robert Lewandowski   | Borussia Dortmund   | 29     | 24   | 05       |
| 3                     | Thomas Müller        | FC Bayern München   | 24     | 13   | 11       |
| 3                     | Franck Ribéry        | FC Bayern München   | 24     | 10   | 14       |
| 5                     | Marco Reus           | Borussia Dortmund   | 23     | 14   | 09       |
| 6                     | Jakub Błaszczykowski | Borussia Dortmund   | 20     | 11   | 09       |
| 7                     | Kevin De Bruyne      | Werder Bremen       | 19     | 10   | 09       |
| 7                     | Alex Meier           | Eintracht Frankfurt | 19     | 16   | 03       |
| 9                     | Mario Götze          | Borussia Dortmund   | 18     | 10   | 08       |
| 9                     | Szabolcs Huszti      | Hannover 96         | 18     | 09   | 09       |
| 9                     | Vedad Ibišević       | VfB Stuttgart       | 18     | 15   | 03       |
| 9                     | Max Kruse            | SC Freiburg         | 18     | 11   | 07       |
| Quelle: bundesliga.de |                      |                     |        |      |          |

### Meiste Torvorlagen
Bei gleicher Anzahl von Torvorlagen sind die Spieler alphabetisch nach Nachnamen bzw. Künstlernamen geordnet.
| Pl.                   | Spieler              | Verein              | Vorlagen |
| --------------------- | -------------------- | ------------------- | -------- |
| 1                     | Franck Ribéry        | FC Bayern München   | 14       |
| 2                     | Philipp Lahm         | FC Bayern München   | 11       |
| 2                     | Thomas Müller        | FC Bayern München   | 11       |
| 4                     | Hiroshi Kiyotake     | 1. FC Nürnberg      | 10       |
| 5                     | Jakub Błaszczykowski | Borussia Dortmund   | 09       |
| 5                     | Kevin De Bruyne      | Werder Bremen       | 09       |
| 5                     | Szabolcs Huszti      | Hannover 96         | 09       |
| 5                     | Marco Reus           | Borussia Dortmund   | 09       |
| 5                     | Rafael van der Vaart | Hamburger SV        | 09       |
| 5                     | Kevin Volland        | TSG 1899 Hoffenheim | 09       |
| Quelle: bundesliga.de |                      |                     |          |

### Zuschauertabelle

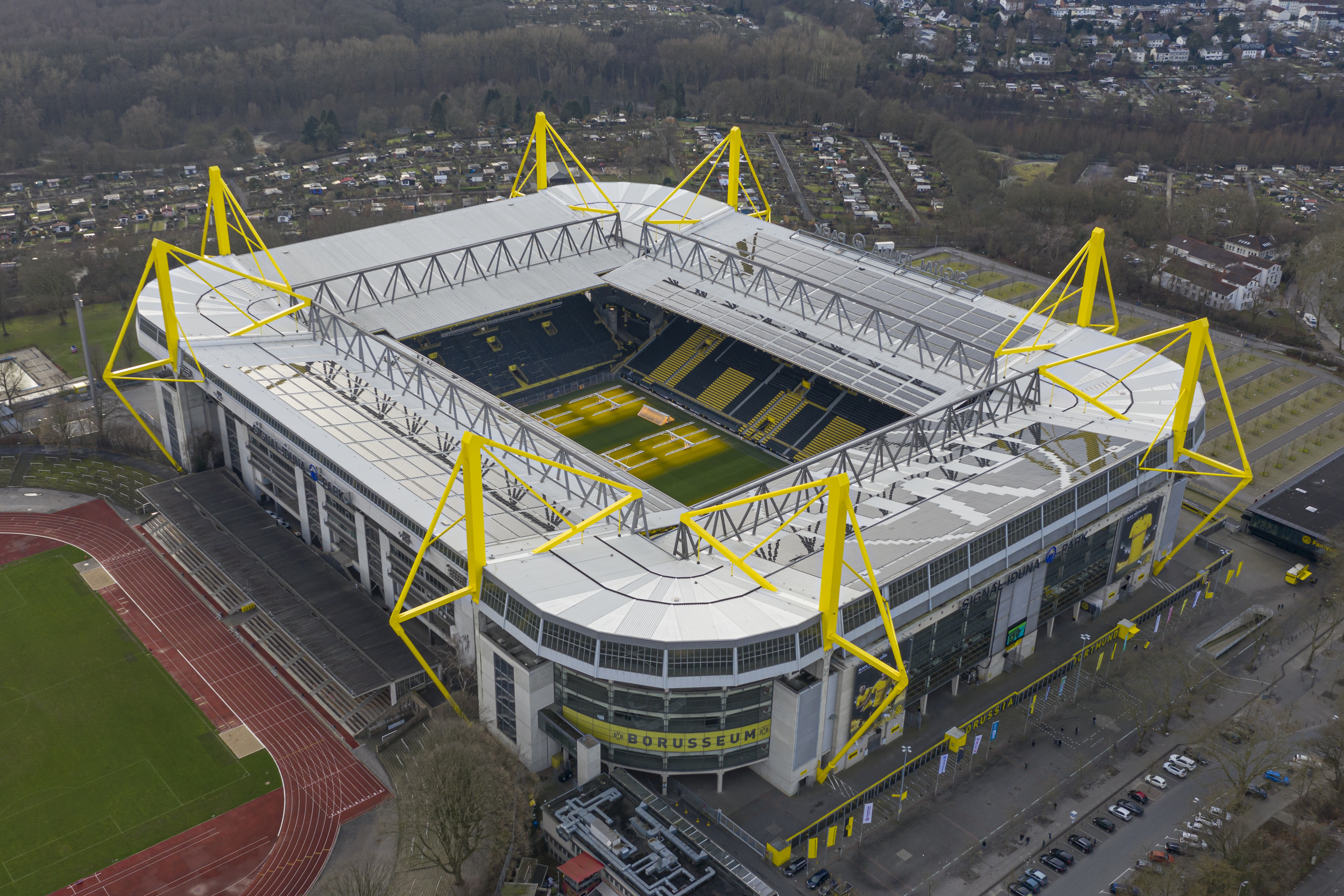
Der höchste Zuschauerschnitt der Liga lag im Dortmunder Westfalenstadion bei 80.482

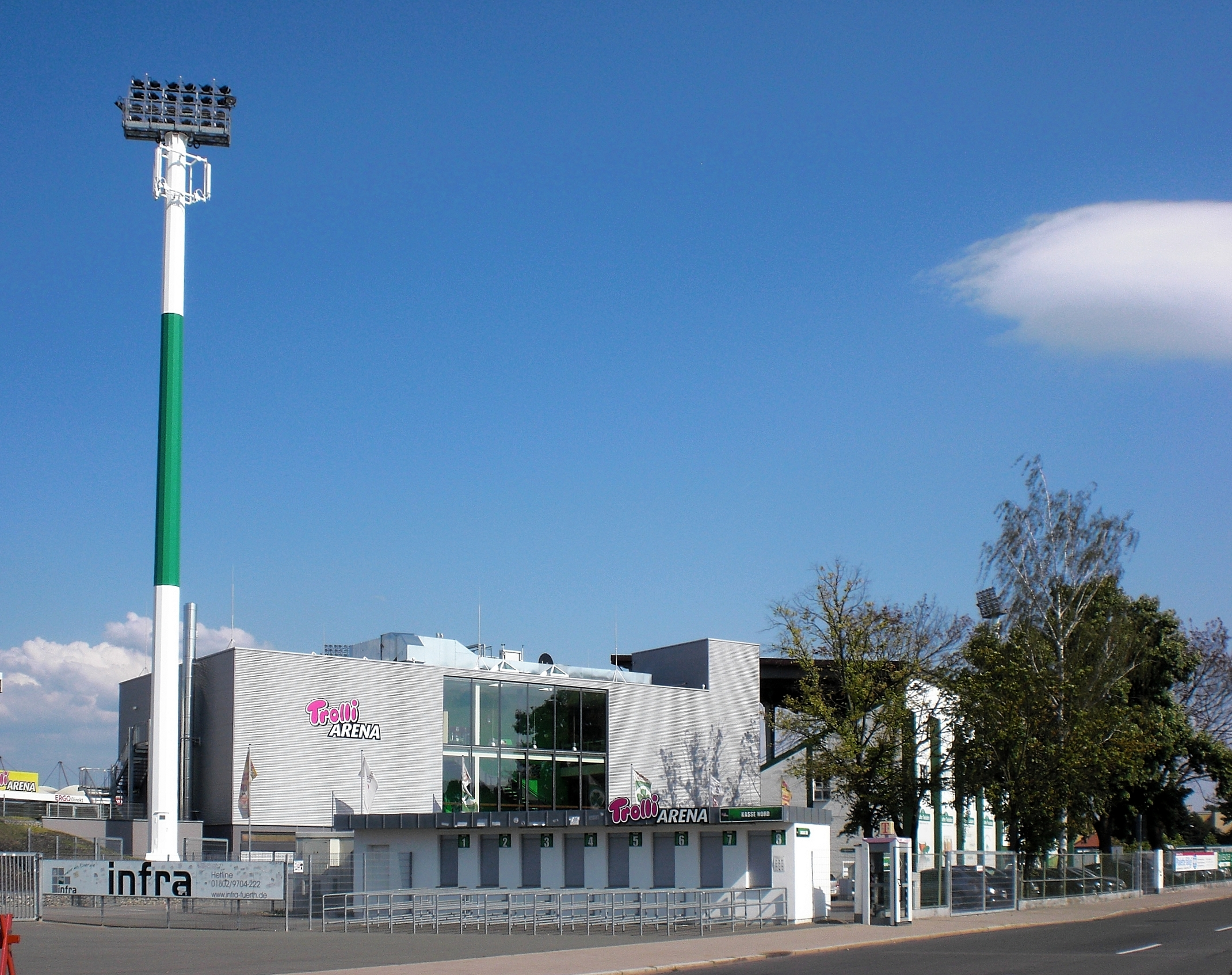
Der niedrigste Zuschauerschnitt der Liga lag in der Fürther Trolli Arena bei 16.843

Die Sortierung erfolgt nach dem Zuschauerschnitt (pro Spiel).
|                         | Verein                   | Zuschauer   | pro Spiel | Auslastung | ausverkauft |
| ----------------------- | ------------------------ | ----------- | --------- | ---------- | ----------- |
| 01.                     | Borussia Dortmund        | 1.368.195   | 80.482    | 099,79 %   | 09/17       |
| 02.                     | FC Bayern München        | 1.207.000   | 71.000    | 100,00 %   | 17/17       |
| 03.                     | FC Schalke 04            | 1.039.912   | 61.171    | 099,19 %   | 10/17       |
| 04.                     | Hamburger SV             | 0.899.574   | 52.916    | 092,39 %   | 05/17       |
| 05.                     | VfB Stuttgart            | 0.850.919   | 50.054    | 082,72 %   | 02/17       |
| 06.                     | Borussia Mönchengladbach | 0.845.266   | 49.722    | 091,56 %   | 03/17       |
| 07.                     | Eintracht Frankfurt 2    | 0.816.750   | 48.044    | 092,81 %   | 07/17       |
| 08.                     | Fortuna Düsseldorf 3     | 0.782.447   | 46.026    | 084,30 %   | 03/17       |
| 09.                     | Hannover 96              | 0.754.100   | 44.359    | 090,06 %   | 07/17       |
| 10.                     | 1. FC Nürnberg           | 0.705.804   | 41.518    | 081,13 %   | 03/17       |
| 11.                     | Werder Bremen            | 0.689.965   | 40.586    | 096,40 %   | 07/17       |
| 12.                     | 1. FSV Mainz 05          | 0.529.579   | 31.152    | 091,62 %   | 05/17       |
| 13.                     | FC Augsburg              | 0.494.334   | 29.078    | 094,63 %   | 06/17       |
| 14.                     | Bayer 04 Leverkusen      | 0.478.981   | 28.175    | 093,26 %   | 03/17       |
| 15.                     | VfL Wolfsburg            | 0.452.665   | 26.627    | 088,76 %   | 03/17       |
| 16.                     | TSG 1899 Hoffenheim      | 0.444.750   | 26.162    | 086,77 %   | 05/17       |
| 17.                     | SC Freiburg              | 0.392.700   | 23.100    | 096,02 %   | 06/17       |
| 18.                     | SpVgg Greuther Fürth     | 0.286.326   | 16.843    | 093,57 %   | 07/17       |
| Gesamt                  | Gesamt                   | 13.039.2670 | 42.612    | 092,54 %   | 108/306     |
| Quelle: weltfussball.de |                          |             |           |            |             |

## Spielstätten
Die Spielstätten sind nach der Kapazität der Stadien geordnet. Gegenüber der Vorsaison verringert sich die Stadionkapazität der gesamten Bundesliga um ca. 50.000 Plätze und damit um etwas mehr als sechs Prozent, da der Kapazität der drei Absteiger (174.000 Plätze) eine Kapazität von 124.000 Plätzen bei den drei Aufsteigern gegenübersteht, was vor allem durch das sehr kleine Stadion bei Aufsteiger Fürth und das sehr große Stadion bei Absteiger Hertha BSC zustande kommt, während die Kapazitäten der Aufsteiger Düsseldorf und Frankfurt in etwa gleich denen der Absteiger Kaiserslautern und Köln sind. Die Zuschauerzahl des Vorjahres (13,8 Millionen) hätte nur bei einer Auslastung der Stadien von über 98 Prozent gehalten werden können, die Auslastung lag aber nur bei 92 Prozent, sodass es zu einem deutlichen Rückgang der Zuschauerzahlen in der gesamten Bundesliga, nicht aber in den einzelnen Spielstätten kam.
| Verein                   | Stadion (Sponsorenname)              | Kapazität |                      | Verein                                         | Stadion (Sponsorenname) | Kapazität |
| Borussia Dortmund        | Westfalenstadion (Signal Iduna Park) | [6]80.645 | Hannover 96          | AWD-Arena                                      | 49.000                  |           |
| FC Bayern München        | Allianz Arena                        | [7]71.137 | SV Werder Bremen     | Weserstadion                                   | [8]42.100               |           |
| FC Schalke 04            | Veltins-Arena                        | 61.673    | 1. FSV Mainz 05      | Coface Arena                                   | 34.000                  |           |
| VfB Stuttgart            | Mercedes-Benz Arena                  | 60.441    | FC Augsburg          | SGL arena                                      | 30.660                  |           |
| Hamburger SV             | Volksparkstadion (Imtech Arena)      | 57.000    | Bayer 04 Leverkusen  | BayArena                                       | 30.210                  |           |
| Fortuna Düsseldorf       | ESPRIT arena                         | 54.600    | TSG 1899 Hoffenheim  | Rhein-Neckar-Arena (Wirsol Rhein-Neckar-Arena) | 30.150                  |           |
| Borussia Mönchengladbach | Borussia-Park                        | 54.067    | VfL Wolfsburg        | Volkswagen Arena                               | 30.000                  |           |
| Eintracht Frankfurt      | Commerzbank-Arena                    | 51.500    | SC Freiburg          | Dreisamstadion (Mage Solar Stadion)            | 24.000                  |           |
| 1. FC Nürnberg           | Grundig Stadion                      | 50.000    | SpVgg Greuther Fürth | Sportpark Ronhof (Trolli Arena)                | [9]18.000               |           |

## Trainerwechsel
| Nach Spieltag | Verein               | Platz | Trainer                          | Nachfolger                                    | Quelle |
| ------------- | -------------------- | ----- | -------------------------------- | --------------------------------------------- | ------ |
| 8             | VfL Wolfsburg        | 18    | Felix Magath                     | Lorenz-Günther Köstner (interim)              | [ 7 ]  |
| 15            | TSG 1899 Hoffenheim  | 16    | Markus Babbel                    | Frank Kramer (interim)                        | [ 8 ]  |
| 17            | FC Schalke 04        | 07    | Huub Stevens                     | Jens Keller                                   | [ 9 ]  |
| 17            | 1. FC Nürnberg       | 14    | Dieter Hecking                   | Michael Wiesinger & Armin Reutershahn         | [ 11 ] |
| 17            | VfL Wolfsburg        | 15    | Lorenz-Günther Köstner (interim) | Dieter Hecking                                | [ 12 ] |
| 17            | TSG 1899 Hoffenheim  | 16    | Frank Kramer (interim)           | Marco Kurz                                    | [ 13 ] |
| 22            | SpVgg Greuther Fürth | 18    | Mike Büskens                     | Ludwig Preis (interim)                        | [ 14 ] |
| 25            | SpVgg Greuther Fürth | 18    | Ludwig Preis (interim)           | Frank Kramer                                  | [ 15 ] |
| 27            | TSG 1899 Hoffenheim  | 17    | Marco Kurz                       | Markus Gisdol                                 | [ 16 ] |
| 33            | Werder Bremen        | 14    | Thomas Schaaf                    | Wolfgang Rolff & Matthias Hönerbach (interim) | [ 17 ] |

## Sponsoren
| Verein                   | Ausrüster | Hauptsponsor       |
| ------------------------ | --------- | ------------------ |
| 1. FC Nürnberg           | Adidas    | NKD                |
| 1. FSV Mainz 05          | Nike      | entega             |
| Bayer 04 Leverkusen      | Adidas    | SunPower           |
| Borussia Dortmund        | Puma      | Evonik             |
| Borussia Mönchengladbach | Lotto     | Postbank           |
| Eintracht Frankfurt      | JAKO      | Krombacher         |
| FC Augsburg              | JAKO      | AL-KO              |
| FC Bayern München        | Adidas    | Deutsche Telekom   |
| FC Schalke 04            | Adidas    | Gazprom            |
| Fortuna Düsseldorf       | Puma      | Otelo              |
| Hamburger SV             | Adidas    | Emirates           |
| Hannover 96              | JAKO      | TUI                |
| SC Freiburg              | Nike      | Ehrmann            |
| SpVgg Greuther Fürth     | JAKO      | Ergo Direkt        |
| TSG 1899 Hoffenheim      | Puma      | Suntech            |
| VfB Stuttgart            | Puma      | Mercedes-Benz Bank |
| VfL Wolfsburg            | Adidas    | Volkswagen         |
| Werder Bremen            | Nike      | Wiesenhof          |

## Die Meistermannschaft des FC Bayern München
| 1.                | FC Bayern München |
| FC Bayern München | - Tor: Manuel Neuer (31/-); Tom Starke (3/-) - Abwehr: Dante (29/1); Philipp Lahm (29/-); Jérôme Boateng (26/2); David Alaba (23/3); Rafinha (13/2); Daniel Van Buyten (13/-); Holger Badstuber (12/-); Diego Contento (5/-) - Mittelfeld: Thomas Müller (28/13); Bastian Schweinsteiger (28/7); Franck Ribéry (27/10); Javi Martínez (27/3); Xherdan Shaqiri (26/4); Toni Kroos (24/6); Luiz Gustavo (22/4); Arjen Robben (16/5); Anatolij Tymoschtschuk (16/1); Emre Can (4/1); Pierre Emile Højbjerg (2/-) - Angriff: Mario Mandžukić (24/15); Mario Gómez (21/11); Claudio Pizarro (20/6) - Trainer: Jupp Heynckes |

## Wissenswertes

### Besonderheiten

Logo der Aktion „Geh’ Deinen Weg“

- Am 3. Spieltag warben alle 18 Klubs mit dem Slogan „Geh’ Deinen Weg“ statt des üblichen Sponsorschriftzugs auf der Trikotbrust. Eine ähnliche Initiative hatte es zuvor nur in der Saison 1992/93 mit der Aktion „Mein Freund ist Ausländer“ gegeben.
- Ebenfalls am 3. Spieltag sah Szabolcs Huszti (Hannover 96) nach seinem 3:2-Siegtreffer gegen den SV Werder Bremen in der Nachspielzeit die Gelb-Rote Karte, ohne vorher im Spiel verwarnt worden zu sein. Er hatte sich beim Torjubel zunächst das Trikot ausgezogen und war anschließend auf den Zaun geklettert.
- Am 25. Oktober 2012 trennte sich der VfL Wolfsburg nach nur einem Sieg und zwei Toren aus bis dahin 8 Spielen von Trainer und Manager Felix Magath. Es war die erste Trainerentlassung der Saison.
- Am 10. Spieltag sah Simon Rolfes (Bayer 04 Leverkusen) nur 75 Sekunden nach seiner Einwechslung die Rote Karte. Es ist der zweitschnellste Platzverweis der Bundesliga-Geschichte und zudem der erste in Rolfes’ Karriere.[18]
- Vom 17. Spieltag bis zum 30. Spieltag traf Robert Lewandowski in den 12 Spielen, in denen er auf dem Platz stand, jeweils mindestens einmal; zwei Spiele absolvierte er nicht wegen einer Rotsperre. Dieser Wert wurde bislang nur von Gerd Müller übertroffen, der in der Saison 1969/70 in 16 aufeinanderfolgenden Spielen jeweils mindestens ein Tor erzielte.[19]

### Rekorde des Meisters
Der FC Bayern München dominierte die Saison und stellte viele Rekorde auf.
- Die Bayern gewannen ihre ersten acht Spiele der Saison. Den alten Startrekord von sieben Siegen hielten die Bayern gemeinsam mit Kaiserslautern und Mainz.
- Bereits am 14. Spieltag sicherten sich die Münchner die Herbstmeisterschaft. Zu einem so frühen Zeitpunkt ist dies noch keiner Mannschaft in der Geschichte der Bundesliga gelungen.[20]
- Erstmals ist es einer Bundesliga-Mannschaft gelungen, in der Hinrunde auswärts nur ein Gegentor hinzunehmen. Der FC Bayern München unterbot die bisherige Bestmarke des VfB Stuttgart aus der Spielzeit 2003/04, als die Schwaben die erste Saisonhälfte mit zwei Auswärtsgegentreffern abschlossen.[21]
- Die Bayern kassierten bis zum 21. Spieltag nur sieben Gegentore. Die bisherige Bestmarke hielt Werder Bremen mit neun Gegentoren in der Saison 1987/88.[22]
- Mit ihrem 12. Auswärtssieg am 16. März 2013 (26. Spieltag) überboten die Bayern den bisherigen Rekord von jeweils 11 Auswärtssiegen innerhalb einer Saison (2011/12: Borussia Dortmund; 2010/11: Borussia Dortmund und Bayer 04 Leverkusen; 2005/06: Hamburger SV; 2003/04: Werder Bremen). Nach 34 Spieltagen wurde der Rekord auf 15 Auswärtssiege ausgebaut. Einzig in Nürnberg und Dortmund konnte man nicht gewinnen (beide Gastspiele endeten 1:1 unentschieden).
- Am 6. April 2013 sicherten sich die Bayern bereits am 28. Spieltag die Meisterschaft, so früh wie in keiner anderen Spielzeit zuvor. Sie waren vom ersten bis zum letzten Spieltag durchgängig Tabellenführer.
- Der FC Bayern erzielte vom Rückrundenbeginn bis zum 31. Spieltag 14 Siege in Folge, wodurch die Rekorde vom VfL Wolfsburg (2009) und von Borussia Mönchengladbach (1987) mit jeweils 10 Siegen in Folge überboten wurden.
- Er verlor in der gesamten Saison nur ein Spiel und stellte damit den selbst erreichten Rekord aus der Saison 1986/87 zum ersten Mal ein.
- Am 31. Spieltag überboten die Bayern durch ein 1:0 gegen den SC Freiburg mit 84 Punkten den bisherigen Punkterekord, welcher bislang von Borussia Dortmund (81 Punkte, Saison 2011/12, jedoch erst nach dem 34. Spieltag) gehalten wurde. Der finale Punktestand beträgt 91 Punkte.
- Der Punktedurchschnitt von 2,6765 Punkten pro Spiel ist der höchste jemals erzielte in den fünf großen europäischen Ligen.
- Gleichzeitig überboten sie die Bestmarke von 25 Siegen in einer Saison (1972/73: FC Bayern München; 2011/12: Borussia Dortmund). Nach dem 34. Spieltag steht dieser Rekord nun bei 29 Siegen.
- In jedem der 34 Ligaspiele schossen die Bayern mindestens ein Tor. Das ist vorher noch keiner Mannschaft in der Bundesliga gelungen (bisheriger Rekord: FC Bayern München 1973/74, 33 Spiele mit eigenem Treffer). Der 1. FC Köln schaffte es in der Saison 1963/64 zwar ebenfalls in jedem Spiel zu treffen, jedoch bestand die Liga zu der Zeit nur aus 16 Mannschaften und so wurden nur 30 Spiele ausgetragen.
- Mit einer Tordifferenz von +80 (98:18 Tore) hat der FC Bayern auch die höchste Tordifferenz aller Zeiten erreicht und den bisherigen Rekord von +64 (1972/73: FC Bayern München) überboten.
- Mit nur 18 Gegentreffern unterbot man ebenfalls den eigenen Rekord von 21 Gegentoren (2007/08) in einer Saison. Auch die sieben Gegentore auswärts sind neuer Bestwert. Er lag bislang bei zehn und wurde von Werder Bremen in der Spielzeit 1987/88 aufgestellt.
- Mit 16 Siegen, einem Unentschieden (1:1 in Dortmund) und keiner Niederlage überbot der FC Bayern München den Rückrunden-Bestwert von Borussia Dortmund aus der Vorsaison (15 Siege, zwei Unentschieden, keine Niederlage). Er erzielte dabei 49 von 51 möglichen Punkten und somit mehr Punkte allein in der Rückrunde als der Tabellensiebte in der ganzen Saison.
- Mit 47 Auswärtspunkten überbot der FC Bayern München auch den bisherigen Bestwert von Borussia Dortmund aus der Vorsaison um 10 Punkte.
- Mit einer Auswärtstordifferenz von +35 (42:7) überbot der FC Bayern München auch den bisherigen Bestwert +23 (36:13) von Borussia Dortmund aus der Vorsaison.
- 21 Mal blieb der FC Bayern München ohne Gegentor und überbot die eigene Bestmarke aus der Spielzeit 2001/02 und die von Werder Bremen aus den Spielzeiten 1987/88 und 1992/93 mit jeweils 19 Begegnungen ohne Gegentor. Darüber hinaus stellen die 12 Begegnungen auswärts ohne Gegentor ebenfalls eine neue Bestmarke dar.
- Mit 25 Punkten Abstand des FC Bayern München (91) auf den Zweitplatzierten Borussia Dortmund (66) übertrafen die Münchener den bisherigen Bestwert von 16 Punkten Abstand (75) auf den Zweitplatzierten VfB Stuttgart (59) aus der Saison 2002/03.

### Sonstige Rekorde
- Mit fast 250 Millionen Euro gaben die Bundesliga-Vereine im Sommer 2012 die höchste jemals gezahlte Transfersumme für neue Spieler aus.[23]
- Javi Martínez wechselte mit der Rekordablösesumme von 40 Millionen Euro von Athletic Bilbao zum FC Bayern München und löste damit den bisherigen Rekordtransfer von Mario Gómez ab, der für 35 Millionen Euro vom VfB Stuttgart ebenfalls zum FC Bayern gewechselt war.
- Eintracht Frankfurt gelang es als erstem Aufsteiger, die ersten vier Spiele in Folge für sich zu entscheiden.
- Das 1:0 vom Mainzer Ádám Szalai am 27. Spieltag gegen Werder Bremen war das schnellste Tor der Bundesligageschichte, welches von einer Mannschaft erzielt wurde, die nicht Anstoß hatte. Der Ungar benötigte 12 Sekunden, womit der Treffer der insgesamt viertschnellste war. Giovane Élber, Ulf Kirsten und Paul Freier trafen nach jeweils 11 Sekunden.[24]
- SpVgg Greuther Fürth blieb als erste Mannschaft der Bundesliga-Geschichte ohne Heimsieg und mit nur vier Punkten die schlechteste Heimmannschaft in 50 Jahren Bundesliga-Geschichte.
- Der FC Augsburg erreichte nach nur neun Punkten in der Hinrunde zum Saisonende noch den direkten Klassenerhalt; das war bis dahin noch keiner Mannschaft gelungen.

### Höchstwert der Saison
- Der höchste Sieg der Saison 2012/13 war das 9:2 des FC Bayern München gegen den Hamburger SV am 27. Spieltag, das auch gleichzeitig mit 11 Toren die torreichste Partie der Saison war.
- Die höchsten Auswärtssiege gelangen Borussia Dortmund und Bayern München: Dortmund schlug Werder Bremen mit 5:0 und die SpVgg Greuther Fürth mit 6:1. Auch der FC Bayern gewann auswärts 5:0 gegen Fortuna Düsseldorf und 6:1 gegen Hannover 96.
- Das torreichste Unentschieden mit 3:3 erreichte Borussia Dortmund jeweils gegen den VfL Wolfsburg und Eintracht Frankfurt. Auch Borussia Mönchengladbach und Bayer 04 Leverkusen und die TSG 1899 Hoffenheim und Greuther Fürth trennten sich 3:3.

### Bundesliga-Statistik
- Die SpVgg Greuther Fürth hat zuvor noch nicht in der Bundesliga gespielt. Der Aufsteiger ist die insgesamt 52. Mannschaft in der Geschichte, die sich für die deutsche Eliteklasse qualifizieren konnte.
- Am 3. Spieltag erzielte Mats Hummels gegen Bayer 04 Leverkusen das 46.000. Bundesligator.[25]
- Das 3:3 der TSG 1899 Hoffenheim gegen die SpVgg Greuther Fürth am 19. Oktober 2012 war das 15.000. Spiel der Bundesliga.
- Durch den 2:0-Sieg des Hamburger SV gegen den FC Augsburg am 9. Spieltag hatte der HSV zu diesem Zeitpunkt gegen alle Vereine, die jemals in der Bundesliga gespielt haben, mindestens einmal gewonnen.
- Zum ersten Mal in der Bundesligageschichte fand am 13. Spieltag das Frankenderby zwischen der SpVgg Greuther Fürth und dem 1. FC Nürnberg statt. Es war die insgesamt 255. Begegnung der beiden Mannschaften und damit das häufigste Fußballderby Deutschlands.

## Eingesetzte Schiedsrichter
| Name              | Geboren       | Landesverband          | Anz. d. Spiele | Gelbe Karte | Gelb-Rote Karte | Rote Karte | Anmerkung                                   |
| ----------------- | ------------- | ---------------------- | -------------- | ----------- | --------------- | ---------- | ------------------------------------------- |
| Deniz Aytekin     | 21. Juli 1978 | Bayern                 | 16             | 68          | 4               | 1          | FIFA-Schiedsrichter                         |
| Felix Brych       | 3. Aug. 1975  | Bayern                 | 18             | 62          | 3               | 3          | FIFA-Schiedsrichter                         |
| Bastian Dankert   | 9. Juni 1980  | Mecklenburg-Vorpommern | 08             | 25          | 1               | 0          | Neuling                                     |
| Christian Dingert | 14. Juli 1980 | Südwest                | 13             | 48          | 0               | 0          | FIFA-Schiedsrichter (seit 1. Januar 2013)   |
| Jochen Drees      | 15. März 1970 | Südwest                | 12             | 39          | 0               | 2          |                                             |
| Marco Fritz       | 3. Okt. 1977  | Württemberg            | 14             | 55          | 0               | 1          | FIFA-Schiedsrichter                         |
| Peter Gagelmann   | 9. Juni 1968  | Bremen                 | 17             | 53          | 2               | 2          |                                             |
| Manuel Gräfe      | 21. Sep. 1973 | Berlin                 | 15             | 67          | 2               | 3          | FIFA-Schiedsrichter                         |
| Robert Hartmann   | 8. Sep. 1979  | Bayern                 | 10             | 34          | 1               | 0          |                                             |
| Thorsten Kinhöfer | 27. Juni 1968 | Westfalen              | 16             | 71          | 2               | 2          | FIFA-Schiedsrichter                         |
| Knut Kircher      | 2. Feb. 1969  | Württemberg            | 17             | 54          | 0               | 0          | FIFA-Schiedsrichter (bis 31. Dezember 2012) |
| Florian Meyer     | 21. Nov. 1968 | Niedersachsen          | 16             | 55          | 1               | 1          | FIFA-Schiedsrichter                         |
| Günter Perl       | 23. Dez. 1969 | Bayern                 | 15             | 63          | 2               | 2          |                                             |
| Markus Schmidt    | 31. Aug. 1973 | Württemberg            | 12             | 38          | 1               | 1          |                                             |
| Daniel Siebert    | 4. Mai 1984   | Berlin                 | 08             | 27          | 0               | 0          | Neuling                                     |
| Peter Sippel      | 6. Okt. 1969  | Bayern                 | 13             | 48          | 1               | 1          |                                             |
| Wolfgang Stark    | 20. Nov. 1969 | Bayern                 | 17             | 57          | 4               | 2          | FIFA-Schiedsrichter                         |
| Tobias Stieler    | 2. Juli 1981  | Hessen                 | 10             | 30          | 2               | 1          |                                             |
| Michael Weiner    | 21. März 1969 | Niedersachsen          | 15             | 53          | 3               | 0          | FIFA-Schiedsrichter (bis 31. Dezember 2012) |
| Tobias Welz       | 11. Juli 1977 | Hessen                 | 15             | 51          | 1               | 2          | FIFA-Schiedsrichter (seit 1. Januar 2013)   |
| Guido Winkmann    | 27. Nov. 1973 | Niederrhein            | 12             | 45          | 1               | 3          |                                             |
| Felix Zwayer      | 19. Mai 1981  | Berlin                 | 17             | 75          | 2               | 4          | FIFA-Schiedsrichter                         |
| Gesamt:           |               |                        | 306            | 1118        | 33              | 31         |                                             |